# Iman Jamali
Imán Dzsamáli (en persan : ایمان جمالی مورچه‌گانی, en anglais : Iman Jamali), né le 11 octobre 1991 à Ispahan, est un handballeur iranien naturalisé hongrois. Il évolue au poste d'arrière gauche.

## Carrière

### En club
Compétitions internationales
- Ligue SEHA (1) : 2015
- Finaliste de la Ligue des champions en 2015 et 2019

Compétitions nationales
- Championnat de Hongrie (4) : 2013, 2014, 2015, 2019
- Coupe de Hongrie (4) : 2013, 2014, 2015,2018
- Championnat de Suède (1) : 2016
- Championnat de Biélorussie (1) : 2017
- Coupe de Biélorussie (1) : 2017

### En équipe nationale
Iran
- 12e place au Championnat du monde junior 2011

 Hongrie
- 12e place au Championnat d'Europe 2016
- 7e place au Championnat du monde 2017
- 14e place au Championnat d'Europe 2018
- 10e place au Championnat du monde 2019